# Tacsing
Tacsing (egyszerűsített kínai írással: X大庆, pinjin: Dàqìng) prefektúra szintű város Kínában, Hejlungcsiang tartományban. Lakosainak száma 2 781 562 fő (2020).

## Népesség
| 2010 | 2 904 532 |
| 2020 | 2 781 562 |

## Testvérvárosok
- Calgary
- Luhanszk
- Krasznojarszk
- Tyumeny
- Cshungdzsu
- Charters Towers
- Quatre Bornes
- Buffalo City Metropolitan Municipality